# أولغا نويورث
أولغا نويورث (بالألمانية: Olga Neuwirth)‏ هي ملحنة نمساوية، ولدت في 4 أغسطس 1968 في غراتس في النمسا.

## وصلات خارجية
- الموقع الرسمي
- أولغا نويورث على موقع IMDb (الإنجليزية)
- أولغا نويورث على موقع مونزينجر (الألمانية)
- أولغا نويورث على موقع ألو سيني (الفرنسية)
- أولغا نويورث على موقع ميوزك برينز (الإنجليزية)
- أولغا نويورث على موقع أول ميوزيك (الإنجليزية)
- أولغا نويورث على موقع ديسكوغز (الإنجليزية)
- أولغا نويورث على موقع قاعدة بيانات الفيلم (الإنجليزية)
- أولغا نويورث على موقع كينوبويسك (الروسية)